# NGC 858/1
NGC 858/1 је спирална галаксија у сазвежђу Кит која се налази на NGC листи објеката дубоког неба.
Деклинација објекта је - 22° 28' 17" а ректасцензија 2h 12m 30,2s. Привидна величина (магнитуда) објекта NGC 858 износи 13,5 а фотографска магнитуда 14,2. NGC 8581 је још познат и под ознакама ESO 478-13, MCG -4-6-16, AM 0210-224, IRAS 02102-2242, PGC 8451.